# Diviseur non trivial
En mathématiques, un diviseur non trivial d'un entier naturel n est un entier naturel diviseur de n mais distinct de n et de 1 (qui sont ses diviseurs triviaux).

## Exemples
- Les diviseurs non triviaux de 30 sont 2, 3, 5, 6, 10 et 15.
- Un diviseur non trivial est aussi appelé « diviseur propre » chez certains auteurs, mais ce dernier terme est ambigu car également synonyme potentiel de diviseur strict.